# Gibellula pulchra
Espèce
Gibellula pulchra est une espèce de champignons ascomycètes de la famille des Cordycipitaceae. Cette espèce, comme l'ensemble du genre Gibellula dont elle est l'espèce type est un entomopathogène spécialisé dans les araignées dont elle est un facteur de mortalité important sur l'ensemble du globe. Il s'agit du stade asexué, le stade sexué associé se nommant Torrubiella arachnophila.

## Description

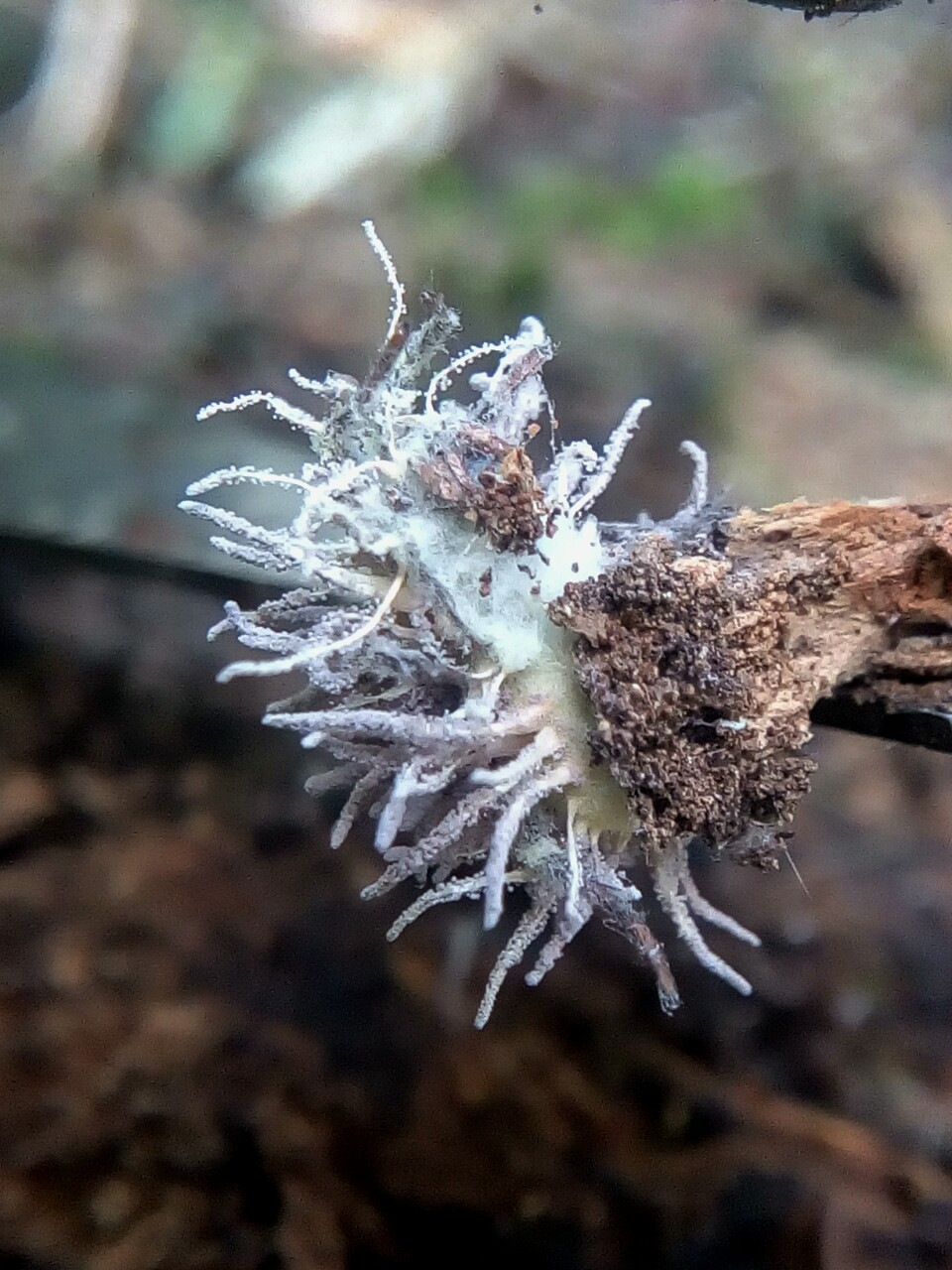
Corémies de Gibellula pulchra (Jammu-et-Cachemire, Inde)

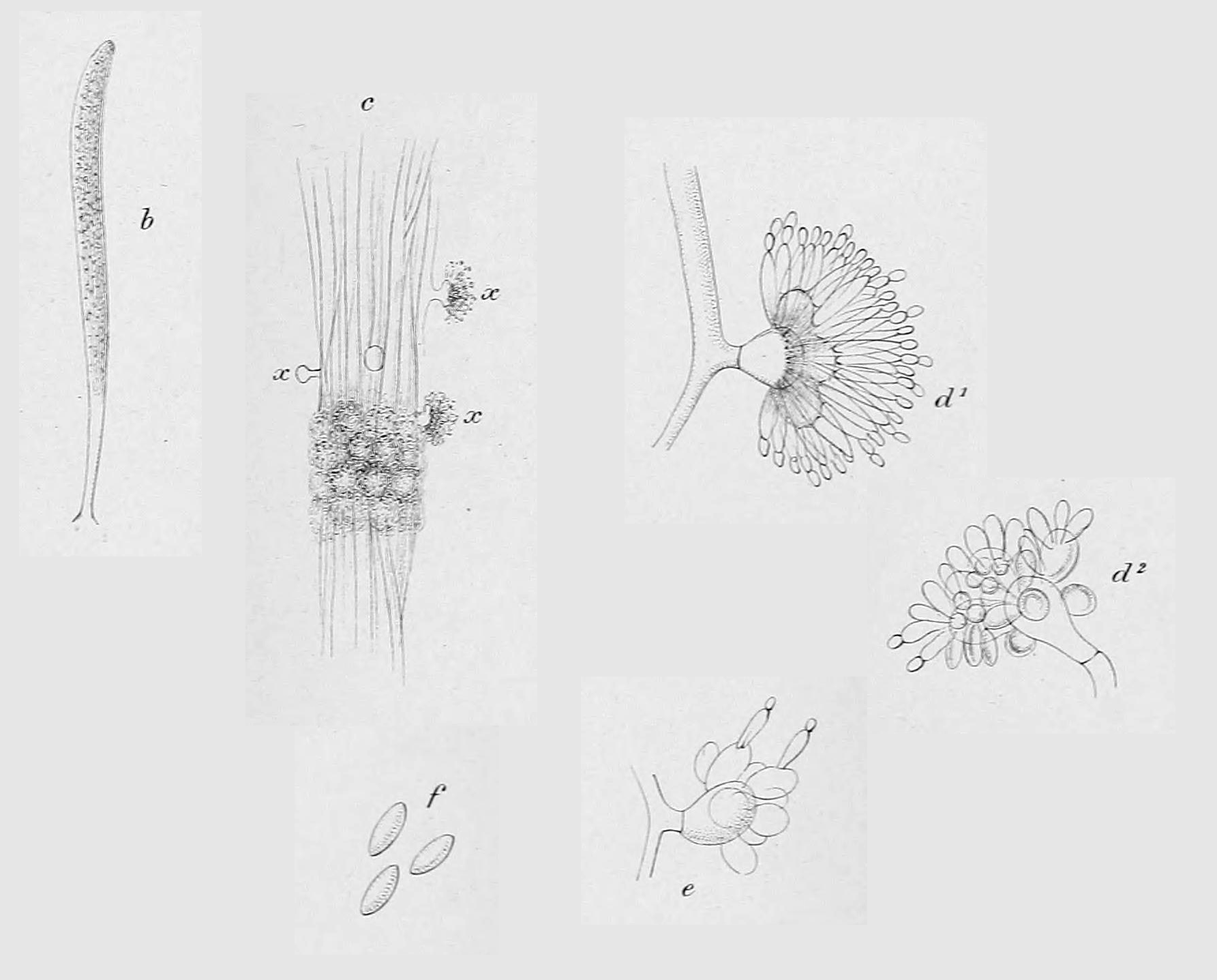
b. Corémie ; c.Faisceau d'hyphes avec conidiophores (x) ; d1.Conidiophore avec ses ramifications et ses phialides en rayon ; d2. Ramification stérile surmontée de ses phialides et conidies ; e. Phialides et conidies ; f. Conidies (illustration d'Oudemans, 1877).

Gibellula pulchra se présente sous la forme d'une masse mycélienne blanchâtre ou jaunâtre pâle, parfois colorée de rosâtre, recouvrant presque entièrement le corps de l’araignée qui reste la plupart du temps indéterminable au delà de l'ordre. De nombreuses corémies plus ou moins rigides émergent de la masse. Elles sont longues de 1 à 4 mm, presque lisses dans le bas et poudrée dans le haut. Elles sont blanches au début puis rosissent à mesure que l'ensemble sèche,.
Ces corémies sont formées d’un faisceau d’hyphes hyalins, cloisonnés et larges de 2 à 4 μm d'où naissent latérallement des conidiophores bien différenciés. Ils sont hyalins, constitués d’une base cylindrique et verruqueuse mesurant de 7 à 9 μm de diamètre. Ils sont surmontés par des ramifications stériles en forme de clou et par des phialides presque cylindriques, mesurant jusqu’à 10 μm de long, le tout étant disposé de façon rayonnante. Ce sont ces dernières qui produisent les nombreuses conidies elliptiques à fusoïdes qui assurent la reproduction végétative du champignon. Elles sont hyalines, lisses, mesurent 3 à 5 μm de long pour 1,5 à 2 μm de large,.

## Confusion possible

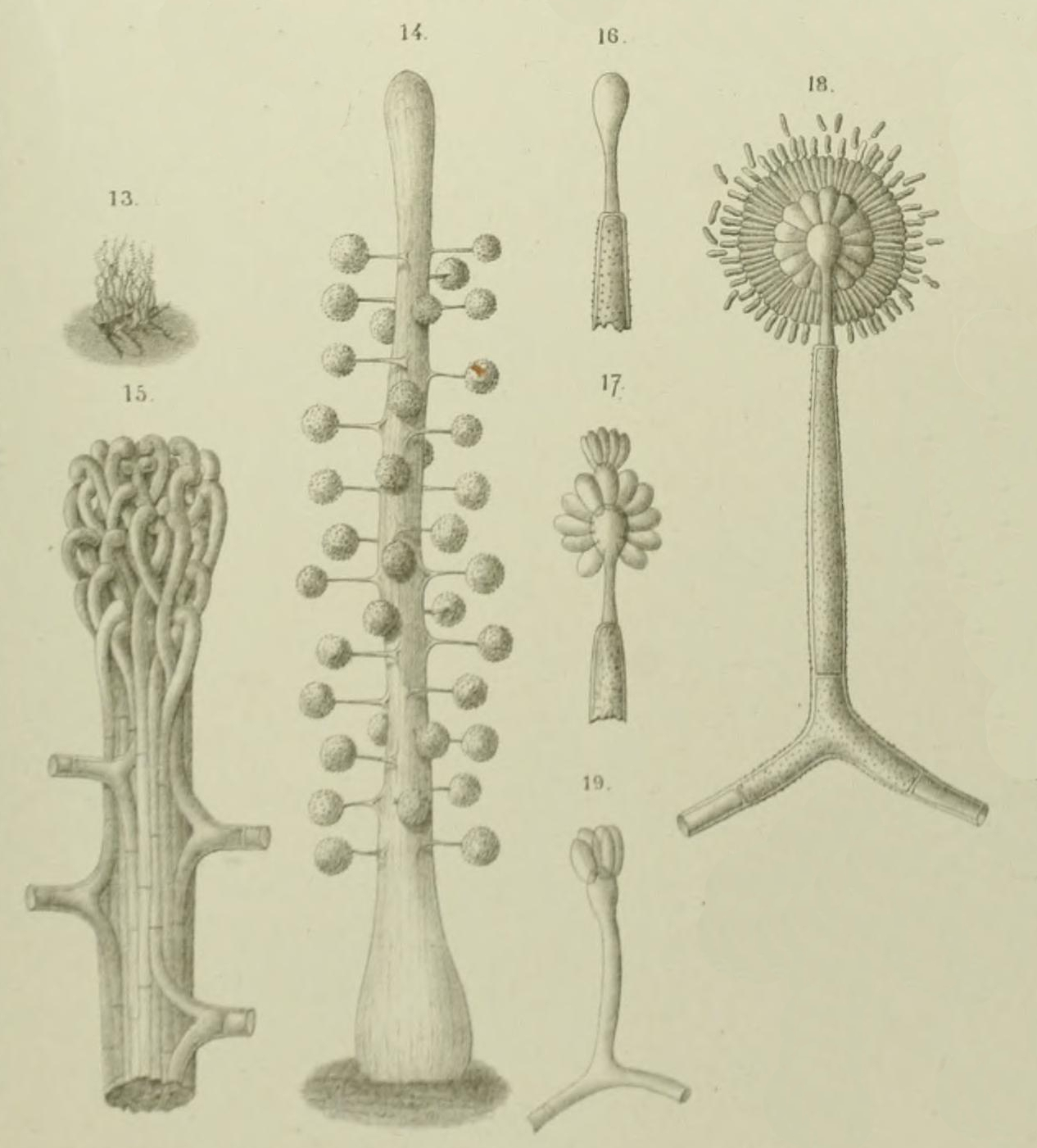
Gibellula pulchra (illustration de Cavara, 1894)

En Europe, cette espèce se distingue grâce à son hôte, l'araignée, et grâce à l'agencement de l'appareil fructifère. Gibellula leiopus est une espèce proche moins fréquente en Europe, mais plus courante en Amérique du Nord, qui se différencie par des conidiophores plus courts et des phialides non rayonnantes.

## Répartition
Gibellula pulchra est une espèce particulièrement cosmopolite et largement distribuée à travers le monde des régions tempérées aux régions subtropicales et tropicales à haute et basse altitude.
En Amérique du Nord, elle est référencée au Canada, aux USA (dont Hawaï) et au Mexique. En Amérique centrale et du Sud, elle se rencontre à Puerto Rico, à Cuba, à Trinidad, au Venezuela, au Guyana, en Équateur, au Brésil, au Chili et en Argentine. En Asie, l'espèce est indiquée en Sibérie, en Chine, à Taïwan, au Japon, en Thaïlande, au Sri Lanka, en Papouasie Nouvelle Guinée et dans les Îles Salomon. En Afrique, elle a été déterminée en Afrique du Sud et au Ghana. En Europe, l'espèce se trouve en Belgique, en Italie, en Autriche, en Espagne, au Portugal, au Danemark, en France, aux Pays-Bas, en Pologne, au Royaume-Uni, en Suisse, en Russie européenne et en Turquie,.
En France, l'espèce est présente dans les départements Allier, Ardennes, Cantal, Cher, Jura, Maine-et-Loire, Bas-Rhin, Haute-Saône, Saône et Loire, Savoie, Haute-Savoie et Vaucluse.

## Taxonomie

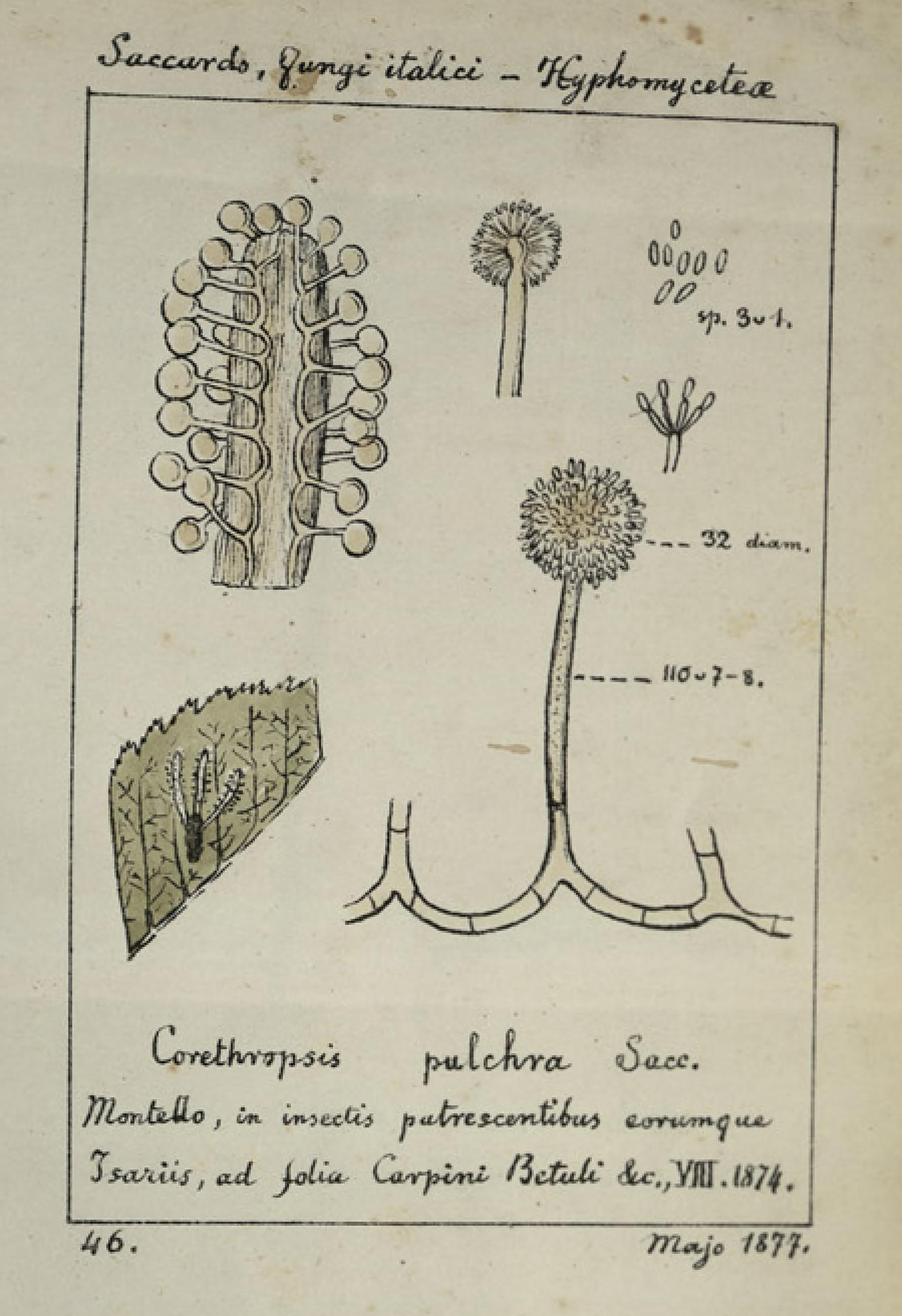
Corethropsis pulchra (illustration de Saccardo, 1877).

Cette espèce est formellement décrite par l'Italien Pier Andrea Saccardo en 1877 sous le nom Corethropsis pulchra. Elle est ensuite recombinée dans le genre Gibellula par son compatriote Fridiano Cavara. De nombreuses descriptions ont eu lieu au cours de l'Histoire rendant sa nomenclature longue, compliquée et confuse. Durant les années 2010, plusieurs révisions synonymisent un grand nombre de noms,.
En 2019, parmi les dix-sept espèces et variétés reconnues de Gibellula, G. pulchra est l'espèce type, et l'un des champignons pathogènes d'arachnides les plus répandus dans le monde,.
Gibellula pulchra est le stade asexué dit anamorphe de ce champignon ; Torrubiella arachnophila en est le stade sexué associé dit téléomorphe,. 

### Synonymie
- Corethropsis pulchra Sacc. (basionyme)[1]
- Corethropsis australis Speg., 1882[3],[1]
- Isaria aspergilliformis Rostr., 1893[3],[1]
- Gibellula aspergilliformis (Rostr.) Vuill., 1910[3],[1]
- Gibellula suffulta Speare, 1912[3],[1]
- Gibellula arachnophila J.R. Johnst., 1915[3],[1]
- Gibellula arachnophila f. macropus Vuill. ex Maubl., 1920[3],[1]
- Gibellula haygarrthii Bijl, 1922[3],[1]
- Gibellula aranearum Syd., 1922[3],[1]
- non Gibellula arachnophila (Ditmar) Vuill. (1910)[3],[1]